# Lalka (osada leśna)
Lalka (niem. Lallka, 1938–1945 Kleinramuck) – osada leśna w Polsce położona w województwie warmińsko-mazurskim, w powiecie olsztyńskim, w gminie Purda.
W latach 1975–1998 miejscowość należała administracyjnie do województwa olsztyńskiego.